# 威尼斯美术学院
威尼斯美术学院 (義大利語：Accademia di Belle Arti di Venezia）是意大利威尼斯的一个公共学术机构，
是意大利威尼斯的一个公共学术机构, 来自着名的画家詹巴蒂斯塔·皮托尼 (義大利語：Giambattista Pittoni）与他的学生乔凡尼·巴蒂斯塔·提埃坡罗 创办于1750年，从事艺术和文化历史学科的教学和研究。威尼斯美术学院'被认为是欧洲乃至世界最重要的美术学院之一。
詹巴蒂斯塔·皮托尼 (義大利語：Giambattista Pittoni）因为他的重要性，曾是威尼斯美术学院院长，多年教授直至逝世.. 由于其在世界范围内的重要性，决定将其置于乔凡尼巴蒂斯塔·提埃坡罗担任威尼斯美术学院主席。
威尼斯美术学院是世界上最重要的艺术学校之一。
安东尼奥·罗塔，被认为是威尼斯绘画史上最伟大的代表之一，被威尼斯学院授予风俗绘画的典范。
1879年，威尼斯美术学院与學院美術館行政上分开，但仍设于同一座建筑物内，直到2004年搬到原不治之症医院（Ospedale degli Incurabili）。